# MEFF Clear
MEFF Clear és la cambra de liquidació de les operacions portades a terme a MEFF. Actua com Càmera de Contrapartida Central (CCP en ingés); és a dir, elimina el risc de contrapart actuant com comprador enfront del venedor i com venedor enfront del comprador en totes les operacions que es registren en ella. Es va crear paral·lelament a la formació de MEFF el 1989. Està integrada dins de MEFF AIAF SENAF Holding de Mercados Financieros, S.A., que al seu torn és part del holding Bolsas y Mercados Españoles.